# Otiorhynchus lederi
Otiorhynchus lederi — вид долгоносиков-скосарей из подсемейства Entiminae.

## Описание
Жук длиной 4,5—5,8 мм. В основном окрашен в красно-коричневый цвет. Переднеспинка сзади сильно перетянута, её основание не шире вершины. Надкрылья яйцевидные, с крупными округлыми беловатыми чешуйками, местами сгущенными в пятна, и тонкими, короткими торчащими щетинками.

## Экология
Обитает в лесах.